# Leucothyreus camposseabrai
Leucothyreus camposseabrai är en skalbaggsart som beskrevs av Martinez 1962. Leucothyreus camposseabrai ingår i släktet Leucothyreus och familjen Rutelidae. Inga underarter finns listade i Catalogue of Life.